# NA Hussein Dey
El Nasr Athlétique de Hussein Dey, también conocido como NA Hussein Dey o NAHD, es un equipo de fútbol de Argelia que juega en el Championnat National de Première Division, el torneo de fútbol más importante del país.

## Historia
Fue fundado en el año 1947 en la capital Argel por la fusión de 3 equipos de la localidad de Hussein Dey: Nedjma Sport de Hussein Dey, l’Idéal Club de la Glacière y l’Espérance Sportive de Léveilley. Ha sido campeón de liga en 1 ocasión y ha ganado el torneo de copa en 1 oportunidad y en otras 3 ha sido finalista.
A nivel internacional ha participado en 5 torneos continentales, donde su mejor participación ha sido en la Recopa Africana del año 1978, en la cual perdió la final.

## Palmarés
- Championnat National de Première Division: 1

1967
- Copa de Argelia: 1

1979
- - Finalista: 3

1968, 1977, 1982
- Recopa Africana: 0
  - Finalista: 1

1978

## Participación en competiciones de la CAF
| Temporada | Torneo                       | Ronda            | Club                   | Casa | Visita | Global    |
| --------- | ---------------------------- | ---------------- | ---------------------- | ---- | ------ | --------- |
| 1978      | Recopa Africana              | 1                | Al Madina Trípoli      | 2-1  | 1-1    | 3-2       |
| 1978      | Recopa Africana              | Cuartos de final | Inter Club Brazzaville | 3-0  | 2-1    | 5-1       |
| 1978      | Recopa Africana              | Semifinales      | Mufulira Wanderers FC  | 1-0  | 1-2    | 2-2 (a)   |
| 1978      | Recopa Africana              | Final            | Horoya AC              | 1-3  | 1-2    | 2-5       |
| 1980      | Recopa Africana              | 1                | ACS Ksar               | 7-0  | 0-1    | 7-1       |
| 1980      | Recopa Africana              | 2                | Casa Sport             | 2-0  | 1-1    | 3-1       |
| 1980      | Recopa Africana              | Cuartos de final | Sekondi Eleven Wise    | 4-1  | 1-1    | 5-2       |
| 1980      | Recopa Africana              | Semifinales      | Africa Sports National | 2-2  | 0-1    | 2-3       |
| 1994      | Recopa Africana              | 1                | Djoliba AC             | 2-0  | 0-0    | 2-0       |
| 1994      | Recopa Africana              | 2                | BCC Lions              | 0-2  | 0-2    | 0-4       |
| 2006      | Copa Confederación de la CAF | 1                | Séwé Sports            | 3-1  | 0-1    | 3-2       |
| 2006      | Copa Confederación de la CAF | 2                | ASF Douanes            | 2-0  | 1-1    | 3-1       |
| 2006      | Copa Confederación de la CAF | 3                | FAR Rabat              | 1-0  | 0-2    | 1-2       |
| 2018/19   | Copa Confederación de la CAF | Preliminar       | Diables Noirs          | 2-0  | 1-1    | 3-1       |
| 2018/19   | Copa Confederación de la CAF | 1                | Green Eagles FC        | 2-1  | 0-0    | 2-1       |
| 2018/19   | Copa Confederación de la CAF | Playoff          | Al-Ahly Benghazi       | 3-1  | 0-1    | 3-2       |
| 2018/19   | Copa Confederación de la CAF | Fase de grupos   | Zamalek SC             | 0-0  | 1-1    | 3.º Lugar |
| 2018/19   | Copa Confederación de la CAF | Fase de grupos   | Gor Mahia FC           | 1-0  | 0-2    | 3.º Lugar |
| 2018/19   | Copa Confederación de la CAF | Fase de grupos   | Petro Atlético         | 2-1  | 0-2    | 3.º Lugar |

## Jugadores

### Jugadores destacados
| - Lakhdar Adjali - Ali Bendebka - Billel Dziri - Ali Fergani | - Mahmoud Guendouz - Rafik Halliche - Meziane Ighil - Rabah Madjer | - Chaabane Merzekane - Hamza Yacef - Abderraouf Zarabi - Jimmy Bulus |